# Desmatip
Els desmatips (Desmatippus) són un gènere extint de mamífers perissodàctils de la família dels èquids que visqueren a Nord-amèrica entre l'Oligocè superior i el Miocè mitjà. Se n'han trobat restes fòssils al Canadà i els Estats Units. Les espècies d'aquest grup tenien tres dits a cada peülla. Les anàlisis dels isòtops de carboni i del desgast de les dents indiquen que eren animals brostejadors i que probablement consumien plantes frondoses de tipus C3. Segurament vivien en un mosaic de boscos.